# Colin van Mourik
Colin van Mourik (Rhenen, 22 november 1985) is een Nederlandse voetballer die sinds 2006 uitkwam voor eredivisionist Vitesse. Op dit moment speelt hij bij JVC Cuijk.

## Carrière
Van Mourik speelt al sinds 1999 in de jeugdopleiding van Vitesse, nadat hij was opgemerkt bij amateurclub SV Candia '66. Hij maakte zijn debuut in een doelpuntloze thuiswedstrijd tegen Roda JC, op 17 februari 2007. Hij verving de geschorste Paul Verhaegh, maar moest na een uur spelen met kramp naar de kant.
In januari 2009 werd zijn contract met Vitesse in onderling overleg ontbonden. Hij komt nu uit voor JVC Cuijk.

## Statistieken
| Seizoen | Club      | Wedstrijden | Goals | Competitie |
| ------- | --------- | ----------- | ----- | ---------- |
| 2006/07 | Vitesse   | 1           | 0     | Eredivisie |
| 2007/08 | Vitesse   | 0           | 0     | Eredivisie |
| 2008/09 | Vitesse   | 0           | 0     | Eredivisie |
| 2009/10 | ?         |             |       |            |
| 2010/11 | JVC Cuijk | 22          | 0     | Topklasse  |
| 2011/12 | JVC Cuijk | 19          | 1     | Topklasse  |

Bijgewerkt t/m 2-mrt.-2012